# Centrální dispečerské pracoviště Praha
Centrální dispečerské pracoviště Praha (CDP Praha) zajišťuje dálkové řízení železničního provozu na území Čech. Pracoviště je samostatnou organizační jednotkou Správy železnic, která vznikla 1. prosince 2012. Pracoviště, technologie a technické zázemí bylo uvedeno do provozu v roce 2016.

## Historie
CDP Praha vzniklo v roce 2012 vyčleněním dispečerských jednotek operativního řízení provozu oblastí Plzeň, Praha, Ústí nad Labem včetně dálkově ovládaného traťového úseku Plzeň (mimo) – Cheb (mimo) z generálního ředitelství Správy železnic. Návrhy na vybudování CDP Praha byly zahájeny už v roce 2005. Ve výběru lokalit nebo objektů bylo několik variant, jako např. nástavba provozní budovy na hlavním nádraží, vestavba do sálů Fantovy budovy, vestavba do provozní budovy v Holešovicích. Nakonec byla vybrána (původně navržená) lokalita v Praze 9-Libni na Balabence v trojúhelníku uzavřeném ze všech stran železničními tratěmi a dokončena finalizace projektu (2013). Investorem byla státní organizace SŽDC (později přejmenovaná na Správa železnic), projektantem byla akciová společnost SUDOP, architektem ing. arch. Tomáš Pechman, stavbu provedl Metrostav a. s. Divize 3.
Výstavba byla započata v dubnu 2014 a ukončena v listopadu 2015. Zkušební provoz byl zahájen 18. ledna 2016, jehož součástí bylo prověření všech technologických zařízení jako elektrické rozvody, vzduchotechnika, napájení sdělovacího a zabezpečovacího zařízení, náhradní zdroje a výtahy. Dne 1. února 2016 byl uveden do provozu tzv. cvičný sál. Do provozu byl v březnu 2016 uveden 3. koridor v úseku mezi Berounem a Rokycany (170) tj. Zdice (včetně) – Rokycany (včetně). Do sálu CDP byl v říjnu 2016 připojen úsek Rokycany – Nezvěstice (mimo) přes Mirošov, který byl napojen do řídicího sálu Beroun (mimo) – Cheb (mimo), součást prvního úseku Beroun (mimo) – Rokycany (mimo). Následoval do 31. července úsek Česká Třebová (včetně) – Kolín (včetně) (mimo stanic Česká Třebová, Brandýs nad Orlicí a Pardubice, u kterých ještě neproběhla modernizace). V srpnu 2016 byl aktivován úsek Olbramovice (včetně) – Říčany (včetně) a v říjnu 2016 úsek Kolín (mimo) – Kralupy nad Vltavou (mimo stanic Praha-Bubny a Kralupy nad Vltavou) a dílčí úsek Velim – Úvaly. V listopadu 2016 byl aktivován úsek Praha–Holešovice – Libčice nad Vltavou. V dalším období se provoz rozšířil na řízené úseky koridorových tratí a vybraných regionálních drah na celém území Čech. Do dubna roku 2017 byla ukončena 1. etapa zapojování do CDP Praha zapojením traťového úseku DOZ Praha–Běchovice – Praha–Libeň – Praha Masarykovo nádraží. Do roku 2020 má být ukončena 2. a 3. etapa aktivace dalších úseků. Především jde o tratě zařazené do evropského železničního systému (TEN-T).
CDP Praha (2019) zabezpečuje řízení provozu na 409 kilometrech železničních tratí, v 51 železničních stanicích a 71 železničních zastávkách na území Čech. Dispečerský aparát operativního řízení pokrývá 6578 kilometrů železničních tratí.
Předpokládané náklady na výstavbu činily přes 365 milionů korun bez DPH. Projekt byl financován z Operačního programu Doprava s podporou Fondu soudržnosti EU v předpokládané výši přes 263 milionů korun. Náklady na stavbu nakonec činily kolem 319 milionů korun bez DPH, z čehož skoro 83 % bylo hrazeno z finančních prostředků EU. K roku 2018 náklady na výstavbu a vybavení CDP Praha dosáhly částky 442 miliónů korun (z fondů EU bylo hrazeno 263 miliónů korun).
V roce 2022 CDP Praha zahájila řízení čtvrtého železničního koridoru v úseku mezi Prahou-Uhříněvsí a Táborem. K  13. říjnu 2022 CDP Praha zabezpečovala řízení provozu na 579 kilometrech železničních tratí. Z šesti dispečerských sálů (se 185 traťovými dispečery a 75 operátory železniční dopravy) bylo dálkově řízeno 83 stanic a výhyben a 98 zastávek.
V roce 2023 bylo zahájeno řízení na traťovém úseku Tábor – Hluboká nad Vltavou–Zámostí, ve stanici Cheb a zrekonstruovaném úseku Praha hlavní nádraží – Praha–Vysočany – Praha–Horní Počernice. V roce 2024 se počítá s řízením provozu v úsecích Pardubice hl. n. – Opatovice nad Labem-Pohřebačka, Hluboká nad Vltavou – Nemanice – České Budějovice (včetně).

## Stavební podoba a využití
Budova (cca 40 × 43 m) je postavena na ploše trojúhelníkového areálu, který je vymezen železničními tratěmi, v pravoúhlé síti sousedních technických budov. Zastavěná plocha je 1742,95 m² a obestavěný prostor je 40 278 m³. Železobetonový skelet pětipatrové budovy je postaven na základové desce (tloušťka 250–300 mm), která je uložena na systému pilot o průměru 600–1200 mm, a podzemního patra. Podzemní část tvoří čtvercové sloupy (500 × 500 mm) v obvodových zdech (300 mm). Základový systém je dimenzován tak, aby v případě potřeby bylo možné provést nástavbu dvou pater. Část druhého až pátého nadzemního podlaží tvoří monolitický železobetonový skelet s obvodovými a vnitřními trámy.
První nadzemní podlaží je po celém obvodu proskleno s předsazenými hliníkovými stínicími lamelami. V druhém až pátém nadzemním podlaží jsou na východní a západní straně mezi sály prosklené partie v zářezech, kdežto na jižní a severní fasádě jsou v rovině fasády. Stínění prosklených ploch lamelami je na jižní a severní straně. Neprosklené plochy jsou pokryté velkoformátovými deskami, které mají šedostříbrnou metalovou barvu. Hliníkové konstrukce mají grafitově šedou barvu.

### Dispozice
Budova má jedno částečné podzemní podlaží a pět nadzemních podlaží. V podzemním podlaží se nachází technické místnosti (kolektor, transformátory, rozvodny vysokého a nízkého napětí, rozvodna záložního zdroje, sklady, dílna a další). První nadzemní podlaží zahrnuje administrativní část, sociální zázemí (šatny, jídelna) a hygienická zařízení. V druhém nadzemním podlaží jsou technicko-technologická zařízení určená pro provoz budovy, ovládání dálkově řízených traťových úseků a zařízení informační a komunikační technologie. V třetím až pátém nadzemním podlaží se nacházejí vlastní řídicí sály, technické a hygienické zázemí, denní místnosti a kanceláře. Dvě schodiště zabezpečují propojení jednotlivých podlaží. Jedno zabezpečuje propojení mezi prvním až pátým podlažím, druhé schodiště první nadzemní podlaží s úrovni střechy. Další propojení pater zabezpečují dva výtahy pro 15 osob. Dvěma šachtami vede vzduchotechnické zařízení a kabely.

### Řízení provozu
Mezi třetím a pátým podlažím je rozmístěno celkem třináct dispečerských sálů dvou velikostí. Tři malé sály každý s plochou 88 m² a deset velkých sálů každý s plochou 175 m² a jeden cvičný dopravní sál. Sály jsou vybaveny velkoplošnými obrazovkami v čele sálů, obslužná pracoviště jsou stupňovitě uspořádána. V dispečerském sále jsou umístěny jen dotykové terminály pro obsluhu sdělovacího zařízení a zadávací počítač JOP. U těchto počítačů jsou úpravy pasivního chlazení (terminál) a snížení hlučnosti chladicích systémů (JOP). Ostatní počítače jsou umístěny mimo dispečerské sály z důvodu omezení prašnosti a hlučnosti.
V dispečerské místnosti jsou obsazována pracoviště: v prvním a druhém stupni traťový dispečer, který řídí provoz na traťových, hlavních a předjízdných staničních kolejích na svém přiděleném úseku, dále provoz ve stanicích (dopravnách), místní práce (posun) a odbočné tratě. V dalším, třetím stupni je operátor železniční dopravy pro obsluhu informačních systémů pro cestující. V posledním, čtvrtém stupni je provozní dispečer, který má na starosti sestavení směnového plánu, organizaci provozní práce a organizaci práce dispečerského sálu a jemu přidělených dalších traťových úseků a stanic mimo dálkové řízení. Dále je ve čtvrtém stupni pracoviště záložního dispečera, který vykonává administrativní podporu traťovým dispečerům, vede záznamníky poruch, doplňuje kódy narušení JŘ, spravuje elektronickou poštu pro konkrétní dispečerský sál, sestavuje tzv. Denní rozpis (provozní práce pro den/noc) a v neposlední řadě plní povinnosti Ohlašovacího pracoviště mimořádných událostí (MU) pro konkrétní dálkově řízenou trať. V případě potřeby se pro řídicí sál zřizuje místní traťový dispečer pro řízení provozu na přilehlých regionálních tratích.

### Cvičný dopravní sál
Na cvičném dopravním sále jsou cvičeni noví zaměstnanci a také zaškolováni dispečeři pro nově zapojené tratě. Na pracovišti se seznámí s daným úsekem, který budou obsluhovat, naučí se zvládat nejrůznější dopravní situace. Pro zvládnutí provozu mohou být modelovány různé krizové situace, se kterými se dispečeři mohou setkat ve skutečném provozu. Výcvik trvá jeden měsíc. Před aktivací každého nového úseku na pracoviště CDP musí být software tohoto zapojovaného úseku nahrán jeden měsíc před vlastním zahájením skutečného provozu na daném úseku. Všichni zaměstnanci, kteří budou tento úsek obsluhovat, musí projít na cvičném sále výcvikem, kde se na reálném grafikonu a na reálném úseku učí zvláštnosti dálkového ovládání.

## Nová budova CDP
Druhý objekt CDP by měl stát opět v trianglu v Praze na Balabence. Nové CDP bude určeno pro řízení vysokorychlostních tratí (CDP VRT). Nová budova CDP VRT bude postavena i v Přerově. Stavba budovy CDP VRT v Praze by měla začít v roce 2027. Součástí budovy budou kromě sálů pro obsluhu VRT také dispečerské sály pro konvenční železnici v oblasti Prahy.